# Xã Tiverton, Quận Coshocton, Ohio
Xã Tiverton (tiếng Anh: Tiverton Township) là một xã thuộc quận Coshocton, tiểu bang Ohio, Hoa Kỳ. Năm 2010, dân số của xã này là 449 người.